# Asau
Asau est une ville des Tuvalu. Avec 650 habitants lors du recensement de 2009, elle est la seconde ville la plus peuplée du pays derrière Vaiaku. Elle est située sur l'atoll de Vaitupu.